# Ctenochares testaceus
Ctenochares testaceus là một loài tò vò trong họ Ichneumonidae.